# Bisingen
Bisingen – miejscowość i gmina w Niemczech, w kraju związkowym Badenia-Wirtembergia, w rejencji Tybinga, w regionie Neckar-Alb, w powiecie Zollernalb, siedziba wspólnoty administracyjnej Bisingen. Leży pomiędzy Balingen a Hechingen, przy drodze krajowej B27.